# 미요촌 (후쿠시마현)
미요촌(三代村)은 후쿠시마현 아사카군에 일찍이 존재했던 촌이다. 현재의 고리야마시에 해당한다.

## 지리
- 현재의 고리야마시의 서남부, 구 고난촌의 남부에 위치한다.

## 역사
- 1889년 4월 1일 - 정촌제 시행에 의해 나카노촌, 미요촌이 합병해 아사카군 미노와촌이 성립하였다.
- 1892년 7월 21일 - 미노와촌의 일부가 분립해 미요촌이 성립하였다.

## 인구
- 1899년 749
- 1920년 899
- 1947년 1,281

## 참고문헌
- 角川日本地名大辞典編纂委員会『角川日本地名大辞典 7 福島県』、角川書店、1981年 ISBN 4040010701
- 日本加除出版株式会社編集部『全国市町村名変遷総覧』、日本加除出版、2006年、ISBN 4817813180